# Trichodon muricatus
Trichodon muricatus är en bladmossart som beskrevs av Theodor Carl Karl Julius Herzog 1925. Trichodon muricatus ingår i släktet Trichodon och familjen Ditrichaceae. Inga underarter finns listade i Catalogue of Life.